# Urszula Gardzielewska
Urszula Gardzielewska, nata Domel (Suwałki, 21 luglio 1988), è un'ex altista polacca.

## Palmarès
| Anno | Manifestazione   | Sede      | Evento        | Risultato | Prestazione | Note |
| ---- | ---------------- | --------- | ------------- | --------- | ----------- | ---- |
| 2005 | Mondiali allievi | Marrakech | Salto in alto | 4ª        | 1,82 m      |      |
| 2007 | Europei juniores | Hengelo   | Salto in alto | 8ª        | 1,75 m      |      |
| 2009 | Europei under 23 | Kaunas    | Salto in alto | Bronzo    | 1,86 m      |      |
| 2015 | Europei indoor   | Praga     | Salto in alto | 11ª (q)   | 1,87 m      |      |